# Christian Patrick Schaaf

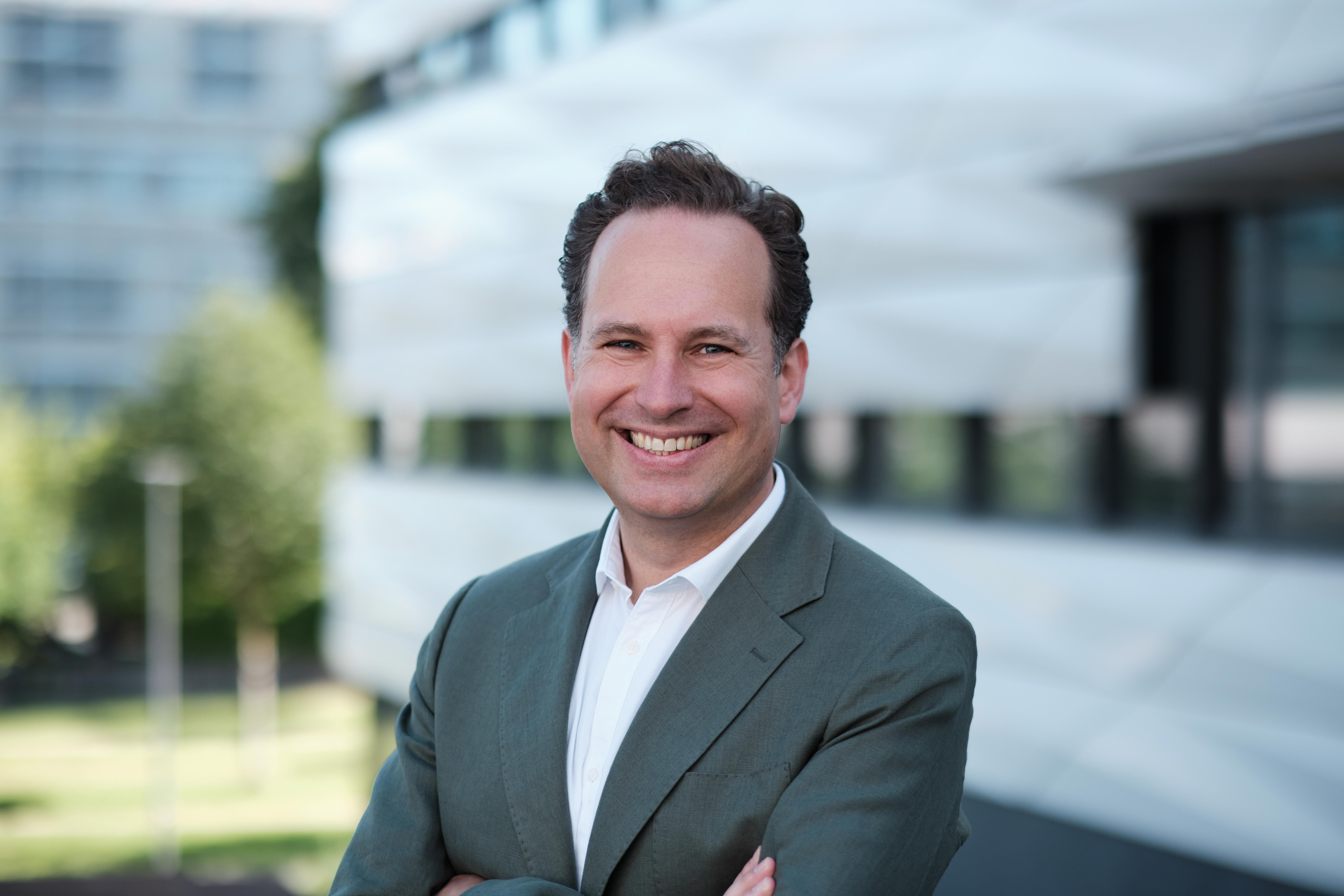
Christian Patrick Schaaf (2024)

Christian Patrick Schaaf (* 17. Juni 1978 in Speyer) ist ein deutscher Humangenetiker und seit 2019 Professor für Allgemeine Humangenetik an der Universität Heidelberg sowie Geschäftsführender Ärztlicher Direktor des Instituts für Humangenetik am Universitätsklinikum Heidelberg.

## Leben und Wirken
Christian Schaaf wuchs in Reilingen im Rhein-Neckar-Kreis auf und besuchte das Carl-Friedrich-Gauß-Gymnasium in Hockenheim, wo er 1997 das Abitur absolvierte. Er studierte Humanmedizin an der Universität Heidelberg, mit Auslandsaufenthalten in Wien, New York City, Toronto, Hobart und Houston, unterstützt durch ein Stipendium der Stiftung der Deutschen Wirtschaft. Nach dem medizinischen Staatsexamen und erfolgter Approbation zum Arzt wurde er im Dezember 2005 mit der Dissertation „Identifikation neuer Interaktionspartner des Met-Rezeptors“ mit summa cum laude am Lehrstuhl von Claus R. Bartram im Fach Humangenetik promoviert.
Seine Facharztausbildung im Fach Clinical Genetics absolvierte Schaaf von 2006 bis 2010 am Baylor College of Medicine in Houston (USA). Im Jahr 2011 erhielt er die Anerkennung zum Facharzt des American Board of Medical Genetics and Genomics und im Jahr 2019 die deutsche Anerkennung zum Facharzt für Humangenetik von der Ärztekammer Nordrhein.
Schaaf wurde 2010 am Department of Molecular and Human Genetics des Baylor College of Medicine zum Assistenzprofessor ernannt. Im Jahr 2017 wurde er mit einer Stiftungsprofessur für neuropsychiatrische Genetik am Texas Children’s Hospital ausgezeichnet. 2018 erhielt Christian Schaaf den Ruf auf eine W3-Professur für Klinische Genomik der Universität zu Köln und leitete von 2018 bis 2019 am dortigen Institut für Humangenetik die Patientenversorgung. 2019 folgte der Ruf auf eine W3-Professur für Allgemeine Humangenetik an der Universität Heidelberg, wo Schaaf seit dem 1. April 2019 als Geschäftsführender Ärztlicher Direktor des Instituts für Humangenetik tätig ist.
Schaaf ist Autor des Lehrbuchs „Basiswissen Humangenetik“, welches in mehrere Sprachen übersetzt wurde und dessen zweite Auflage über ein Vorwort des Nobelpreisträgers und Entdeckers der DNA-Doppelhelix James Watson verfügt.
Christian Schaaf ist verheiratet und Vater von vier Kindern.

## Forschungsgebiete
Christian Schaaf erforscht die genetischen Ursachen neurologischer Entwicklungsstörungen, insbesondere der geistigen Behinderung und der Autismus-Spektrum-Störungen. Die Entdeckung mehrerer Genmutationen die ursächlich für entsprechende Erkrankungen sind, ist auf ihn und sein Team zurückzuführen. Drei Krankheiten tragen seinen Namen: Das Schaaf-Yang Syndrom, das Bosch-Boonstra-Schaaf Optikusatrophie Syndrom und das Marbach-Schaaf Syndrom.

## Auszeichnungen und Preise (Auswahl)
- 1997:  Karl-von-Frisch Preis
- 2013: William K. Bowes, Jr. Award in Medical Genetics, verliehen von Partners Healthcare Center for Personalized Genetic Medicine und Harvard Medical School[15]
- 2016: Donald Seldin – Holly Smith Award for Pioneering Research der American Society for Clinical Investigation[16]
- 2018: Wilhelm-Vaillant-Preis[17]

## Publikationen
- C. P. Schaaf, M. L. Gonzalez-Garay, F. Xia, L. Potocki, K. W. Gripp, B. Zhang et al.: Truncating mutations of MAGEL2 cause Prader-Willi phenotypes and autism. In: Nat Genet. Band 45, 2013, S. 1405–1408.
- D. G. M. Bosch, F. N. Boonstra, C. Gonzaga-Jauregui, M. Xu, J. de Ligt, S. Jhangiani et al.: NR2F1 mutations cause optic atrophy with intellectual disability. In: Am J Hum Genet. Band 94, 2014, S. 303–309.
- F. Marbach, G. Stoyanov, F. Erger, C. A. Stratakis, N. Settas, E. London et al.: Variants in PRKAR1B cause a neurodevelopmental disorder with autism spectrum disorder, apraxia, and insensitivity to pain. In: Genet Med. Band 23, 2021, S. 1465–1473.
- C. P. Schaaf, C. Betancur, R. K. C. Yuen, J. R. Parr, D. H. Skuse, L. Gallagher et al.: A framework for an evidence-based gene list relevant to autism spectrum disorder. In: Nat Rev Genet. Band 21, 2020, S. 367–376.
- E. R. Riggs, T. I. Bingaman, C.-A. Barry, A. Behlmann, K. Bluske, B. Bostwick et al.: Clinical validity assessment of genes frequently tested on intellectual disability/autism sequencing panels. In: Genet Med. Band 24, 2022, S. 1899–1908.
- T. Schubert, C. P. Schaaf: MAGEL2 (patho-)physiology and Schaaf-Yang syndrome. In: Dev Med Child Neurol. Band 67, 2025, S. 35–48.